# Ron Morris
Ronald Hugh "Ron" Morris, född 27 april 1935 i Glendale, Kalifornien, död 31 maj 2024 i Burbank, Kalifornien, var en amerikansk friidrottare som tävlade i stavhopp.
Morris blev olympisk silvermedaljör i stavhopp vid sommarspelen 1960 i Rom.